# قشلاق گلمعلی حاج سواد
قشلاق گلمعلی حاج سواد یک روستا در ایران است که در استان اردبیل واقع شده‌است. قشلاق گلمعلی حاج سواد ۲۹ نفر جمعیت دارد.